# Сноу-Хилл (Мэриленд)
Сноу-Хилл (англ. Snow Hill) — город и административный центр округа Вустер в штате Мэриленд в Соединённых Штатах Америки.
Согласно данным переписи населения США 2020 года число жителей города 
составляло 2 156 человек.

## История
Поселение было основано в 1686 году в округе Сомерсет английскими поселенцами, которые, вероятно, назвали его в честь улицы и лондонского района города под названием «Снежный холм», несмотря на небольшую высоту расположения над уровнем моря (4,9 метра) и сравнительно редкими снегопадами.
В 1844 и 1893 годах Сноу-Хилл пережил опустошительные пожары от которых более всего пострадал центр города.
Несколько зданий и сооружений города включены в Национальный реестр исторических мест США.

## География
Согласно данным Бюро переписи населения США, общая площадь города составляет 3,12 квадратных миль (8,08 км2), из которых 3,01 квадратных миль (7,80 км2) — суша, а 0,11 квадратных миль (0,28 км2) — водная поверхность.